# Luboń (przystanek kolejowy)
Luboń (biał. Любань, ros. Любань) – przystanek kolejowy w miejscowości Luboń, w rejonie łuninieckim, w obwodzie brzeskim, na Białorusi. Leży na linii Homel - Łuniniec - Żabinka.